# Hugo Barrette
Hugo Barrette, né le 4 juillet 1991 à Cap-aux-Meules, est un coureur cycliste canadien. C'est un spécialiste des épreuves de vitesse sur piste.

## Biographie
Hugo Barrette est né aux Îles de la Madeleine, un archipel d'environ 12 000 habitants situé au sud-est du Golfe du Saint-Laurent. En 2015, le Comité olympique canadien a d'ailleurs déclaré que Barrette était de façon quasi certaine le seul athlète des îles à avoir fait partie d'une équipe nationale canadienne pour les Jeux olympiques ou les Jeux panaméricains. Il grandit au Québec jusqu'au retour de sa famille dans leur maison des Îles de la Madeleine, où son père est médecin de famille. Il joue d'abord au hockey sur glace et fait du vélo dans les rues pour s'entraîner l'été, ce qui est rendu difficile par les vents violents constants là-bas. À l'âge de 17 ans, il déménage à Montréal pour avoir de meilleures conditions d'entraînement. 
En 2012, il remporte aux championnats panaméricains la médaille d'argent en vitesse par équipes avec Travis Smith et Joseph Veloce, mais échoue à se qualifier pour les Jeux olympiques de Londres. L'année suivante, il est à nouveau médaillé d'argent de la vitesse par équipes aux championnats panaméricains et devient double champion national en vitesse individuelle et en keirin. En janvier 2014, il se classe quatrième du keirin lors de la Coupe du monde de Guadalajara, le plaçant septième au classement mondial UCI. Il est ainsi le premier Canadien à se classer dans le top dix de cette discipline en 20 ans. Le 28 août 2014, lors des championnats panaméricains à Aguascalientes, il établit un nouveau record canadien du 200 mètres départ lancé en 9,770 secondes. Le ⁹lendemain, il bat le record national du kilomètre contre la montre avec un temps de 1 minute et 0,9 seconde. Il décroche pendant ces championnats panaméricains, la médaille d'argent du keirin. Pendant un certain temps, il vit en Californie pour s'entraîner, mais déménage en Ontario après l'ouverture du Centre national du cyclisme Mattamy à Milton, au Canada.
Lors des Jeux panaméricains de Toronto en 2015, il réussit l'exploit de décrocher trois médailles sur la piste où il s'entraîne : l'or en vitesse individuelle et en vitesse par équipes, et le bronze lors du keirin. Il devient à cette occasion le premier cycliste canadien à obtenir trois médailles au cours des mêmes Jeux et le premier à obtenir l'or depuis les victoires de l'Ontarien Gordon Singleton aux épreuves du kilomètre et de la vitesse aux Jeux panaméricains de  2015 organisés à San Juan, à Porto Rico. Le 27 octobre de la même année, il subit une terrible chute à l'entraînement, avant les mondiaux de Cali, en Colombie. Pour des raisons inexplicables, il perd le contrôle de son vélo, franchit la balustrade de la piste  et tombe sur les gradins. Emmené à l'hôpital, le bilan révèle deux vertèbres lombaires cassées, un nez cassé, une lèvre fendue, une luxation du cou, de graves contusions sur tout le corps et une commotion cérébrale avec une brève perte de conscience. Il fait son retour à l'entrainement trois semaines plus tard,.
En 2016, il est sélectionné pour participer aux Jeux olympiques de Rio de Janeiro, où il termine 13e du keirin. L'année suivante, il devient champion panaméricain de vitesse et décroche l'argent en keirin. Aux championnats panaméricains de 2018, il est médaillé d'or dans les deux disciplines. En 2019, il termine deuxième du classement général du keirin de la Coupe du monde 2018-2019, avec le même nombre de points que le vainqueur Matthijs Büchli. La même année, il se rend quelques mois à Trinité-et-Tobago pour s'entraîner avec Erin Hartwell qui s'occupe de l'équipe nationale locale jusqu'en janvier 2020. En mars, lors d'un entrainement effectué la veille des mondiaux, il entre en collision avec l'Allemande Lea Sophie Friedrich et les deux s'en sortent miraculeusement sans grosses blessures. En septembre 2019, lors des championnats panaméricains, il se casse l'omoplate, l'un des os les plus solides, en tombant dans la course de keirin et doit déclarer forfait pour les mondiaux de Berlin. Il met plusieurs mois à se remette de cette blessure et le report des Jeux olympiques de Tokyo d'août 2020 à août 2021, lui permet de défendre sa place.
Lors des Jeux olympiques de Tokyo, il se classe 17e du tournoi de vitesse individuelle. Lors du keirin, il remporte son premier tour, mais celui-ci est annulé en raison des chutes d'autres coureurs. Lors du second départ, il tombe, se blesse et est également disqualifié. Il s'est ensuite plaint que les Jeux olympiques lui avaient été « volés » : les Britanniques peuvent tout se permettre, mais il n'était « qu'un Canadien »,. Il prend dans la foulée sa retraite de coureur.

## Vie privée
En 2022, Hugo Barrette est l'un des candidats à l'émission télévisée canadienne Big Brother Celebrities. Il est en couple avec la cycliste canadienne Kelsey Mitchell.

## Palmarès

### Jeux olympiques
- Rio 2016
  - 13e du keirin
- Tokyo 2020
  - 17e de la vitesse individuelle
  - 23e du keirin

### Championnats du monde
- Apeldoorn 2011
  - 18e de la vitesse par équipes
- Melbourne 2012
  - 11e de la vitesse par équipes
- Cali 2014
  - 29e de la vitesse
- Saint-Quentin-en-Yvelines 2015
  - 13e de la vitesse par équipes
  - 17e du keirin
  - 26e de la vitesse
- Londres 2016
  - 17e de la vitesse individuelle[10]
  - 20e du keirin[11]
- Hong Kong 2017
  - 11e de la vitesse individuelle[12] (éliminé 1/8e de finale[13]).
  - 15e de la vitesse par équipes[14].
  - 21e du keirin[15] (éliminé au repêchage du premier tour[16]).
- Apeldoorn 2018
  - 10e du keirin[17]
  - 20e de la vitesse individuelle (éliminé en seizième de finale)[18]
- Pruszków 2019
  - 15e de la vitesse (éliminé en huitième de finale)[19]
  - 20e du keirin (éliminé au premier tour)[20]

### Coupe du monde
- 2015-2016
  - 2e du keirin à Hong Kong
- 2016-2017
  - 2e du keirin à Los Angeles
- 2018-2019
  - 2e du keirin à Milton

### Coupe des nations
- 2021
  - 1er de la vitesse par équipes à Cali (Ryan Dodyk et Nick Wammes)

### Championnats panaméricains
- Mar del Plata 2012
  -  Médaillé d'argent de la vitesse par équipes.
- Mexico 2013
  -  Médaillé d'argent de la vitesse par équipes.
- Aguascalientes 2014
  -  Médaillé d'argent du keirin.
- Santiago 2015
  -  Médaillé d'argent de la vitesse par équipes (avec Joseph Veloce et Evan Carey).
  -  Médaillé de bronze de la vitesse individuelle.
- Couva 2017
  -  Médaillé d'or de la vitesse individuelle.
  -  Médaillé d'argent du keirin.
- Aguascalientes 2018
  -  Médaillé d'or du keirin
  -  Médaillé d'or de la vitesse individuelle
- Cochabamba 2019
  - Ne prend pas le départ de la finale pour les places de 7 à 12 du keirin[21].

### Jeux panaméricains
- Toronto 2015
  -  Médaillé d'or de la vitesse
  -  Médaillé d'or de la vitesse par équipes (avec Evan Carey et Joseph Veloce)
  -  Médaillé de bronze du keirin

### Championnats du Canada
- 2013
  -  Champion du Canada du keirin
  -  Champion du Canada de vitesse individuelle
- 2014
  -  Champion du Canada de vitesse individuelle
- 2015
  -  Champion du Canada du keirin
  -  Champion du Canada de vitesse individuelle
  -  Champion du Canada de vitesse par équipes (avec Evan Carey et Joseph Veloce)
- 2017
  -  Champion du Canada du keirin
  -  Champion du Canada de vitesse individuelle
- 2018
  -  Champion du Canada du kilomètre
  -  Champion du Canada de vitesse individuelle
  -  Champion du Canada de vitesse par équipes (avec Patrice St Louis Pivin et Joel Archambault)